# Mistrovství světa v rychlobruslení ve sprintu mužů
Mistrovství světa v rychlobruslení ve sprintu mužú je každoročně pořádáno Mezinárodní bruslařskou unií od roku 1970 společně se ženským šampionátem. Závodí se ve dvou dnech, každý den závodníci absolvují závod na 500 m a na 1000 m. Časy se pomocí samalog systému přepočítají na body a vyhrává závodník s nejmenším počtem bodů.

## Medailisté
| Rok                                                                | Místo          | Zlato                       | Stříbro                     | Bronz                |
| ------------------------------------------------------------------ | -------------- | --------------------------- | --------------------------- | -------------------- |
| 1970                                                               | West Allis     | Valerij Muratov             | Keiiči Suzuki               | Magne Thomassen      |
| 1971                                                               | Inzell         | Erhard Keller               | Ove König                   | Ard Schenk           |
| 1972                                                               | Eskilstuna     | Leo Linkovesi               | Valerij Muratov             | Ard Schenk           |
| 1973                                                               | Oslo           | Valerij Muratov             | Jos Valentijn               | Eppie Bleeker        |
| 1974                                                               | Innsbruck      | Per Bjørang                 | Masaki Suzuki               | Eppie Bleeker        |
| 1975                                                               | Göteborg       | Alexandr Safronov           | Jevgenij Kulikov            | Valerij Muratov      |
| 1976                                                               | Západní Berlín | Johan Granath               | Dan Immerfall               | Peter Mueller        |
| 1977                                                               | Alkmaar        | Eric Heiden                 | Peter Mueller               | Jevgenij Kulikov     |
| 1978                                                               | Lake Placid    | Eric Heiden                 | Frode Rønning               | Johan Granath        |
| 1979                                                               | Inzell         | Eric Heiden                 | Gaétan Boucher              | Frode Rønning        |
| 1980                                                               | West Allis     | Eric Heiden                 | Gaétan Boucher              | Tom Plant            |
| 1981                                                               | Grenoble       | Frode Rønning               | Sergej Chlebnikov           | Anatolij Medennikov  |
| 1982                                                               | Alkmaar        | Sergej Chlebnikov           | Gaétan Boucher              | Frode Rønning        |
| 1983                                                               | Helsinky       | Akira Kuroiwa               | Pavel Pegov                 | Hilbert van der Duim |
| 1984                                                               | Trondheim      | Gaétan Boucher              | Sergej Chlebnikov           | Kai Arne Engelstad   |
| 1985                                                               | Heerenveen     | Igor Železovskij            | Gaétan Boucher              | Dan Jansen           |
| 1986                                                               | Karuizawa      | Igor Železovskij            | Dan Jansen                  | Akira Kuroiwa        |
| 1987                                                               | Sainte Foy     | Akira Kuroiwa               | Nick Thometz                | Jukihiro Mitani      |
| 1988                                                               | West Allis     | Dan Jansen                  | Uwe-Jens Mey                | Eric Flaim           |
| 1989                                                               | Heerenveen     | Igor Železovskij            | Uwe-Jens Mey                | Andrej Bachvalov     |
| 1990                                                               | Tromsø         | Pe Ki-tche                  | Andrej Bachvalov            | Igor Železovskij     |
| 1991                                                               | Inzell         | Igor Železovskij            | Uwe-Jens Mey                | Tošijuki Kuroiwa     |
| 1992                                                               | Oslo           | Igor Železovskij            | Dan Jansen                  | Tošijuki Kuroiwa     |
| 1993                                                               | Ikaho          | Igor Železovskij            | Jasunori Mijabe             | Hirojasu Šimizu      |
| 1994                                                               | Calgary        | Dan Jansen                  | Sergej Klevčenja            | Džun’iči Inoue       |
| 1995                                                               | Milwaukee      | Kim Jun-man                 | Hirojasu Šimizu             | Jasunori Mijabe      |
| 1996                                                               | Heerenveen     | Sergej Klevčenja            | Hirojasu Šimizu             | Manabu Horii         |
| 1997                                                               | Hamar          | Sergej Klevčenja            | Roger Strøm                 | Casey FitzRandolph   |
| 1998                                                               | Berlín         | Jan Bos                     | Jeremy Wotherspoon          | Erben Wennemars      |
| 1999                                                               | Calgary        | Jeremy Wotherspoon          | Jan Bos                     | Hirojasu Šimizu      |
| 2000                                                               | Soul           | Jeremy Wotherspoon          | Mike Ireland                | Hirojasu Šimizu      |
| 2001                                                               | Inzell         | Mike Ireland                | Hirojasu Šimizu             | Jeremy Wotherspoon   |
| 2002                                                               | Hamar          | Jeremy Wotherspoon          | Casey FitzRandolph          | Mike Ireland         |
| 2003                                                               | Calgary        | Jeremy Wotherspoon          | Gerard van Velde            | Erben Wennemars      |
| 2004                                                               | Nagano         | Erben Wennemars             | Jeremy Wotherspoon          | Mike Ireland         |
| 2005                                                               | Salt Lake City | Erben Wennemars             | Jeremy Wotherspoon          | Joey Cheek           |
| 2006                                                               | Heerenveen     | Joey Cheek                  | Dmitrij Dorofejev           | Jan Bos              |
| 2007                                                               | Hamar          | I Kju-hjok                  | Pekka Koskela               | Shani Davis          |
| 2008                                                               | Heerenveen     | I Kju-hjok                  | Jeremy Wotherspoon          | Mun Čun              |
| 2009                                                               | Moskva         | Shani Davis                 | Keiičiró Nagašima           | Simon Kuipers        |
| 2010                                                               | Obihiro        | I Kju-hjok                  | I Kang-sok                  | Keiičiró Nagašima    |
| 2011                                                               | Heerenveen     | I Kju-hjok                  | Mo Tche-pom                 | Shani Davis          |
| 2012                                                               | Calgary        | Stefan Groothuis            | I Kju-hjok                  | Mo Tche-pom          |
| 2013                                                               | Salt Lake City | Michel Mulder               | Pekka Koskela               | Hein Otterspeer      |
| 2014                                                               | Nagano         | Michel Mulder               | Shani Davis                 | Daniel Greig         |
| 2015                                                               | Astana         | Pavel Kuližnikov            | Hein Otterspeer             | Alexej Jesin         |
| 2016                                                               | Soul           | Pavel Kuližnikov            | Kjeld Nuis                  | Kai Verbij           |
| 2017                                                               | Calgary        | Kai Verbij                  | Håvard Holmefjord Lorentzen | Kjeld Nuis           |
| 2018                                                               | Čchang-čchun   | Håvard Holmefjord Lorentzen | Kjeld Nuis                  | Kai Verbij           |
| 2019                                                               | Heerenveen     | Pavel Kuližnikov            | Tacuja Šinhama              | Kjeld Nuis           |
| 2020                                                               | Hamar          | Tacuja Šinhama              | Laurent Dubreuil            | Čcha Min-kju         |
| Od roku 2021 se Mistrovství světa ve sprintu koná v sudých letech. |                |                             |                             |                      |
| 2022                                                               | Hamar          | Thomas Krol                 | Håvard Holmefjord Lorentzen | Jordan Stolz         |

## Medailové pořadí závodníků
V tabulce jsou uvedeny pouze závodníci, kteří získali nejméně dvě zlaté medaile.
| Pořadí | Jméno              | Zlato | Stříbro | Bronz | Celkem |
| ------ | ------------------ | ----- | ------- | ----- | ------ |
| 1.     | / Igor Železovskij | 6     | 0       | 1     | 7      |
| 2.     | Jeremy Wotherspoon | 4     | 4       | 1     | 9      |
| 3.     | I Kju-hjok         | 4     | 1       | 0     | 5      |
| 4.     | Eric Heiden        | 4     | 0       | 0     | 4      |
| 5.     | Pavel Kuližnikov   | 3     | 0       | 0     | 3      |
| 6.     | Dan Jansen         | 2     | 2       | 1     | 5      |
| 7.     | Valerij Muratov    | 2     | 1       | 1     | 4      |
| 8.     | Sergej Klevčenja   | 2     | 1       | 0     | 3      |
| 9.     | Erben Wennemars    | 2     | 0       | 2     | 4      |
| 10.    | Akira Kuroiwa      | 2     | 0       | 1     | 3      |
| 11.    | Michel Mulder      | 2     | 0       | 0     | 2      |

## Medailové pořadí zemí
| Pořadí | Země             | Zlato | Stříbro | Bronz | Celkem |
| ------ | ---------------- | ----- | ------- | ----- | ------ |
| 1.     | USA              | 8     | 7       | 9     | 24     |
| 2.     | Nizozemsko       | 8     | 6       | 14    | 28     |
| 3.     | Sovětský svaz    | 8     | 6       | 5     | 19     |
| 4.     | Kanada           | 6     | 10      | 3     | 19     |
| 5.     | Jižní Korea      | 6     | 3       | 3     | 12     |
| 6.     | Rusko            | 5     | 2       | 1     | 8      |
| 7.     | Japonsko         | 3     | 8       | 11    | 22     |
| 8.     | Norsko           | 3     | 4       | 4     | 11     |
| 9.     | Finsko           | 1     | 2       | 0     | 3      |
| 10.    | Švédsko          | 1     | 1       | 1     | 3      |
| 11.    | Německo          | 1     | 1       | 0     | 2      |
| 12.    | Bělorusko        | 1     | 0       | 0     | 1      |
| 12.    | SNS              | 1     | 0       | 0     | 1      |
| 14.    | Východní Německo | 0     | 2       | 0     | 2      |
| 15.    | Austrálie        | 0     | 0       | 1     | 1      |